# Vanish (комп'ютерні технології)
Vanish — проект, спрямованим на надання користувачам контролю над терміном зберігання персональних даних, що зберігаються в Інтернеті (згодом — додаток Firefox). Провідний автор Роксана Джамбасу з Університету Вашингтону. Пропонувалося дозволити користувачеві вводити інформацію для відправки через Інтернет, відмовляючись від контролю над нею. Однак користувач може вказати «дату закінчення терміну дії», після якої інформація більше не буде доступна нікому, хто може мати її копію, навіть автору. Команда під назвою «Unvanish» з Техаського, Мічиганського та Принстонського університетів виявила, що підхід Vanish є вразливим до атаки Сивілли, отже, небезпечний.

## Теорія
Vanish діє шляхом автоматизації шифрування інформації, введеної користувачем з ключем шифрування, який невідомий користувачеві. Поряд з інформацією, яку вводить користувач, користувач також вводить метадані про те, як довго інформація повинна залишатися доступною. Потім програма шифрує інформацію, але не зберігає ні ключ шифрування, ні вихідну інформацію. Замість цього вона розбиває ключ дешифрування на менші компоненти, які зберігаються зберігаються в розподілених геш-таблицях. Служби DHT оновлюють інформацію у своїх вузлах за встановленим розкладом, якщо вони не налаштовані на збереження цієї інформації. Часова затримка, введена користувачем у метаданих, контролює, як довго DHTS повинен зберігати інформацію, але як тільки цей період часу закінчиться, DHTS повторно використовує ці вузли, роблячи інформацію про розшифровку збереженою. До тих пір, поки ключ дешифрування може бути повторно зібраний з DHT, інформація може бути витягнута. Однак після закінчення терміну, зазначеного користувачем, інформація більше не підлягає відновленню, оскільки користувач ніколи не володів ключем дешифрування.

## Реалізація
В даний час Vanish існує як додаток Firefox з відкритим кодом, який працює з будь-яким текстом, введеним у веб-браузер: електронна пошта, як Hotmail, Yahoo або Gmail, веб-чат або сайти соціальних мереж MySpace та інші, що дозволяє користувачеві, ввівши текст, вибрати відправку повідомлення через Vanish. Потім повідомлення шифрується і надсилається через звичайні мережеві шляхи через хмару одержувачу. Одержувач повинен мати той же додаток Firefox, щоб розшифрувати повідомлення. Плагін отримує доступ до DHT BitTorrent, що має 8-годинний термін служби. Це означає, що користувач може вибрати дату закінчення терміну дії повідомлення з кроком у 8 годин. Після закінчення визначеного користувачем проміжку часу інформація в DHT перезаписується, тим самим усуваючи ключ. Хоча і користувач, і одержувач можуть мати копії оригінального зашифрованого повідомлення, ключ, який використовувався для перетворення його назад у звичайний текст, тепер втрачено.
Хоча цей конкретний екземпляр даних став недоступним, важливо зазначити, що інформація завжди може бути збережена іншими способами до закінчення терміну дії (скопійована або навіть за допомогою знімків екрана) та повторно опублікована.